# Romanus pontifex
Romanus Pontifex va ser una butlla atorgada pel papa Nicolau V al rei Alfons V de Portugal amb data de 8 de gener de 1455. Per aquest document el papa va reconèixer al regne de Portugal (en concret al rei Alfons V, als seus successors i l'infant Enric):
- La propietat exclusiva de totes les illes, terres, portes i mars conquerits en les regions que s'estenen «des dels caps de Bojador i de Nam a través de tota Guinea i més enllà fins a la vora meridional».[1]
- El dret a continuar les seves conquestes contra els musulmans i els pagans[2] en aquests territoris.
- El dret a comerciar amb els habitants d'aquests territoris, conquerits i per conquerir, excepte pels productes tradicionalment prohibits als infidels: eines de ferro, fusta per a construcció, cordes, vaixells i armadures.

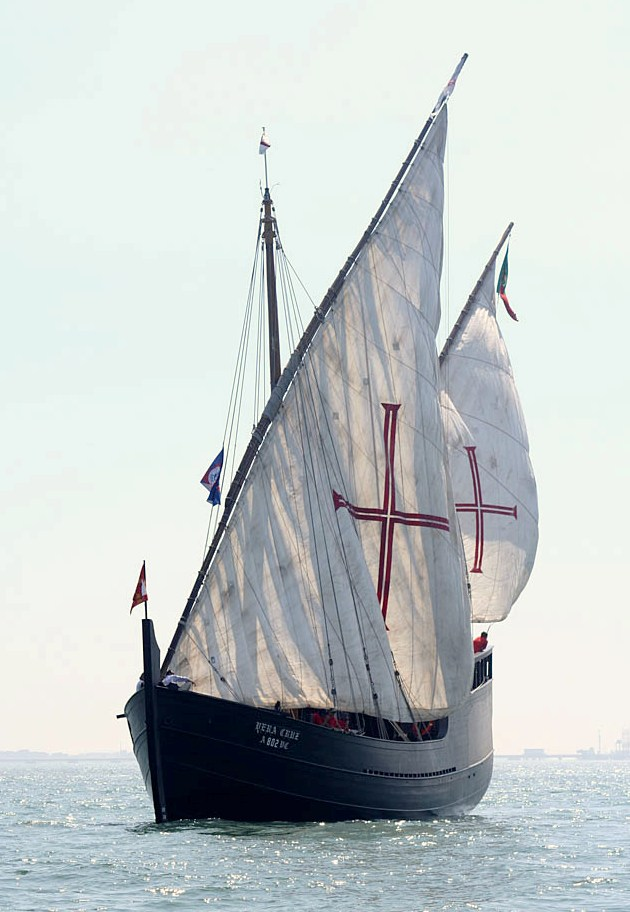
Reconstrucció actual d'una caravel·la portuguesa del.

Aquesta butlla va ser confirmada pel següent papa Calixt III a 1456 (butlla Inter Caetera) i per Sixt IV a 1481 (butlla aeterni registre).
Aquest document recull també el relat oficial de la Corona de Portugal dels seus descobriments per l'oceà Atlàntic a la primera meitat del segle xv.
Comença esmentant la conquesta de Ceuta per Joan I de Portugal, després de la qual l'infant Enric guerrejà contra infidels, va poblar algunes illes deshabitades i va convertir al cristianisme a alguns dels habitants de les altres illes. A continuació afirma que els portuguesos van seguir navegant gairebé tots els anys en les seves caravel·les en expedicions cap a «les ribes del sud i l'est», per territoris en què no s'havia navegat mai o almenys no recentment, a la recerca dels «Indis dels que es diu que adoren el nom de Crist». També esmenta l'objectiu de subjugar i convertir al cristianisme als pobles pagans no islamitzats que es trobaven sobre la ruta.
Segons la butlla, al cap d'un temps els portuguesos van arribar a Guinea, on es van apoderar d'algunes illes i ports i van descobrir la desembocadura d'un gran riu. Guerra durant anys contra els habitants de la regió fins que van poder sotmetre diverses illes properes. D'allà van portar a Portugal esclaus "guineans i altres negres", alguns capturats per la força i altres «mitjançant comerç lícit». Finalment, el rei de Portugal i l'Infant es van atorgar el monopoli del comerç a tota la regió, atorgant llicències per comerciar o per pescar a canvi del pagament d'un impost.

## Text original
- El manuscrit original de la butlla promulgada es troba en els fitxers Nacionals de Lisboa, així com dos executoria que contenen el text de la butlla.